# El Celler de Can Roca
El Celler de Can Roca és un restaurant gironí. Té tres estrelles Michelin i segons la publicació britànica The Restaurant Magazine ha estat el cinquè millor restaurant del món el 2009, quart el 2010, tercer el 2017, segon el 2011, 2012 i 2014, i primer el 2013 i el 2015.
El restaurant el porten els tres germans Joan, Josep (Pitu) i Jordi Roca Fontané, que s'encarreguen respectivament dels plats, vins (sommelier) i de les postres. Hi treballen 25 persones més, entre elles la dona de Josep Roca. El restaurant va ser fundat el 1986 per Joan i Josep Roca. L'any 1996 entra a treballar-hi Jordi, el germà menor, i s'encarrega dels dolços. El 2007 es va traslladar a un edifici més modern, dissenyat específicament pel restaurant, a només cent metres de l'anterior. La capacitat de la sala és de 45 persones repartides en 12 taules en un menjador de 80m². La cuina fa 210m² i el celler, de 250m², té més de 40.000 ampolles d'unes 1.600 referències. El 2008, el menú estava entre uns 80 € i 95 €, i el preu mitjà amb begudes, etc. estava al voltant dels 120 €.
L'estil de cuina és el dit "tecno-emocional", emocional perquè busquen recuperar aromes i gustos perduts a la memòria del comensal i a través de l'inconscient (com quan escoltem una vella cançó) ens recorden vivències personals passades. Això seguint les tècniques culinàries tradicionals però també de noves, si aquestes permeten afegir millores, sobretot pel que fa a una acurada presentació dels plats. Un exemple de "nova" tecnologia que empren és la destil·lació de la terra per a incorporar el seu gust en alguns dels plats.
Algunes altres d'aquestes tècniques són el caramel bufat com si fos vidre; la cocció al buit a una temperatura i temps estables i controlats, amb un aparell dit rohner, per aconseguir una melositat millor encara que la del bany maria i aplicat a plat tan nostrats com el bacallà amb espinacs, panses i pinyons; la perfumcocció, de la mateixa manera que podem afegir una branca de farigola al foc per perfumar una costellada, es poden posar altres herbes i espècies al fons d'una cassola i cobrir-les amb un sedàs a una certa distància, sobre el qual es cou per exemple un peix, que queda "fumat" amb aquesta espècia sense tocar-la; el fum, de la mateixa manera que coneixem preparacions sòlides i líquides, també es presenten alguns plats en una campana amb un fum que perfuma la resta del plat i que s'escaparà en obrir-la; etc. La tardor de 2016 el Palau Robert li va dedicar una exposició amb motiu del seu 30è aniversari.

## Premis i reconeixements
- El 1995 rep la primera estrella michelin.[9]
- El 2000 en Joan Roca és el Cuiner de l'Any per a l'Acadèmia Espanyola de Gastronomia.
- El 2002 rep la segona estrella Michelin.[9]
- En abril 2006 al número dos de la publicació francesa L'officiel voyage, pàg.75, es diu que els plats de El Celler de Can Roca podrien estar un dia al Moma de Nova York i que les seves caves "no tenen igual" a Espanya "ni potser tampoc fora d'Espanya".
- El gener de 2008 la publicació Vino + Gastronomía premia el plat Ory gambini de Joan Roca com a el Millor Plat de l'Any 2007.
- L'agost de 2008 tenen la portada de la revista Club de Gourmets
- El novembre de 2008 la publicació especialitzada en alta gastronomia Apicius els dedica un reportatge de 35 pàgines.
- El desembre de 2008 ocupen la portada de Descobrir Cuina.
- L'abril de 2009 la revista britànica Restaurant els reconeix com a cinquè millor restaurant del món.
- El maig de 2009 els tres germans amb la seva mare ocupen la foto de a portada del número 347 de El Dominical de El Periódico[11]
- El juliol de 2009 el restaurant va ser escollit pel Tour de França com a representant de la cuina catalana en la presentació de Catalunya que hi van fer al seu pas.
- El novembre de 2009 el restaurant rep la tercera estrella Michelin.[2]
- L'any 2017, és escollit el 3r millor restaurant del món, per la revista britànica The Restaurant Magazine,[4] els anys 2011, 2012 i 2014 és escollit el 2n millor restaurant del món[5] i el del 2013 i el 2015,[12] aconsegueix ser escollit com el 1r restaurant del món.[6][13]
- L'any 2020, els germans Roca reberen la Creu de Sant Jordi per la seva tasca en el terreny de la innovació, la formació i els projectes de responsabilitat social en àmbits com el de la gestió emocional dels recursos humans.

## Publicacions
- El Celler de Can Roca, de Joan, Josep i Jordi Roca. En català, castellà i anglès.
- La cocina al vacío, de Joan Roca i Salvador Brugués. En anglès, castellà, francès, alemany i italià.
- Les receptes catalanes de tota la vida, de Joan Roca i Montserrat Fontané
- La cuina de la meva mare, de Joan Roca. En català i castellà.
- Dolces sensacions, de Jordi Roca.
- El Celler de Can Roca, una simfonia fantàstica, de Jaume Coll. En català i castellà.
- Deu menús per a un concert, de Joan Roca. En català i castellà.

## Curiositats
Els germans Roca van cada dia a menjar el que els fa la seva mare, Montserrat Fontané, al restaurant que els seus pares tenen al costat i que es diu Can Roca.
Un dels postres de la carta el 2008 era una adaptació del perfum Eternity de Calvin Klein per petició d'un dels amos del Grup Puig. Des d'aleshores, cada any fan altres interpretacions, dolces o salades, de perfums coneguts, com ara Carolina Herrera., Hypnotic Poison de Dior, Bvlgari, Trésor de Lancôme, Angel de Thierry Mugler, etc.